# 古斯塔夫·朗松
古斯塔夫·朗松（法語：Gustave Lanson，發音：[ɡystav lɑ̃sɔ̃]；1857年8月5日—1934年12月15日），法国著名文学史家、教育家、文学批评家，曾任俄国宫廷文学课程讲师、巴黎大学文学院教授。

## 著作
- 《博须埃》
- 《布瓦洛》
- 《法国文学史》1894年
- 《高乃依》
- 《伏尔泰》
- 《散文技巧》
- 《法国近代文学目录学教程》